# ヨンダーニ・バット
ヨンダーニ・チャク＝チュン・バット（Yondani Chak-Cheung Butt, 1945年1月13日 - 2014年8月28日）は、マカオ出身のシンガポールの指揮者。化学の博士号も持つ。

## 経歴
マカオ在住の中国人の家に生まれる。
インディアナ大学とミシガン大学で音楽を学び、1983年にシンフォニー・カナディアーナを設立して指揮者を務め、ビクトリア国際映画祭の常任指揮者となった。
1986年と1995年にMRAグラモフォン・アワードを受賞している。
珠海市にて没。

## 註
1. ↑  Giveon Cornfield (2013) Perfect-Note, Xlibris, Chapter35.